# Макросс
Макросс (マクロス, Makurosu) — японська науково-фантастична меха-аніме франшиза, створена у Studio Nue та Artland у 1982 році. У франшизі представлена вигадана історія Землі та людської раси після 1999 року, а також історія гуманоїдної цивілізації в Чумацькому Шляху. Він складається з чотирьох телевізійних серіалів, чотирьох фільмів, шести OVA, одного легкого роману та п’яти серіалів манги, усі спонсоровані Big West Advertising, на додаток до 40 відеоігор, двох кросоверних ігор та широкого спектру фізичних товарів.
У франшизі термін макросс використовується для позначення великого бойового корабля, який має здатність трансформуватись у меха-робота.
Після того як на планеті Земля, на острові Південна Атарія розбився інопланетний корабель ASS-1 (Alien Star Ship - один згодом перейменований на Super Dimension Fortress - One Macross), люди почали досліджувати обломки та застосовувати знайденні технології, та створили нові покоління літаків з здатністю трансформуватись в мехів, а також інші речі як двигуни для космічних кораблів та інше. Перший телевізійний серіал в США був представлений в збірці аніме під назвою Robotech у 1985 році.

## Назва
Назва франшизи походить від назви головного космічного корабля людей (яке зазвичай скорочується від Super Dimension Fortress до SDF-1 Macross).
На етапі виробництва назва проекту Macross була Battle City Megarodo (або Battle City Megaroad, оскільки японська транслітерація на «L» або «R» надає назві подвійне значення щодо сюжетної лінії: Megaload, посилаючись на космічний корабель, що містить ціле місто людей і Megaroad, що відноситься до довгої подорожі через космос назад на Землю); однак один із спонсорів проекту, Big West Advertising, був шанувальником Шекспіра і хотів, щоб серіал і космічний корабель назвали Макбет (マクベス, Макубесу). Було досягнуто компромісу з назвою Макросс (マクロス, Макуросу) через те, що вона подібна до вимови Макбета в японській мові та тому, що вона все ще містила конотації до оригінальної назви.
Слово Macross походить від комбінації слів із префіксом «макро» щодо його величезних розмірів у порівнянні з людськими транспортними засобами (хоча в порівнянні з інопланетними кораблями в серії, це відносно невеликий есмінець), та відстані (cross - англ.) яку вони повинні перетнути.

## Деталі
У франшизі макросс є деталі які притаманні цій серії аніме та виділяють її з поміж інших.

Логотип U.N. Spacy

### U.N. Spacy
The U.N. Spacy (統合宇宙軍, Tōgō Uchūgun) — вигадана космічна армія Об’єднаного уряду Землі (地球統合政府, Chikyū Tōgō Seifu). Вона була заснована наступницею сучасної Організації Об’єднаних Націй, щоб захистити Землю від можливого нападу ворожих інопланетян, ця армія брала участь у Першій космічній війні проти позаземної раси під назвою Зентраді. Пізніші операції U.N.Spacy поширилися на міжзоряну колонізацію та загальну підтримку миру в позаземних поселеннях.
Термін «Spacy» є похідним від термінів космос та армія на англійській мові. Деякі японські джерела також використовують термін Space Army, а деякі англомовні джерела використовують термін Space Navy, припускаючи, що цей термін є скороченням.

### Музика
Музика є невід’ємною частиною кожного аніме Macross, оскільки має велике значення та силу у світі Макросс. 
На відміну від попередніх меха-аніме, які зосереджувалися на битвах, Макросс також зображував меха-конфлікт з точки зору мирних жителів. В кожному серіалі є якісь виконавиць або музична група. У першій частині Макросс цю роль відігравала Ліна Мінмей, за допомогою її співу люди виграли війну з Зентраді.
У світі Макросс люди мають особисту енергію яка виробляється від емоцій, та найбільше її виробляється під час співу.

## Хронологія
Існує багато серій, фільмів у франшизі Макросс. Існує хронологія, створена творцями першої частини Studio Nue, а ті, що дотримувалися власної хронології, студія розглядала як «паралельні сюжетні лінії».
Основну продукцію Macross складають (у хронологічному порядку випуску):
| Дата випуску                 | Епізоди | Тип    | Назва                                                 | Опис                                                                               | Хронологія              |
| ---------------------------- | ------- | ------ | ----------------------------------------------------- | ---------------------------------------------------------------------------------- | ----------------------- |
| жовтень 1982 - червень 1983  | 36      | Серіал | Супервимірна фортеця Макросc                          | Оригінальна робота                                                                 | 2009 - 2012             |
| липень 1984                  | —       | Фільм  | Macross: Do You Remember Love?                        | Альтернативний переказ подій Супервимірної фортеці Макроcс                         | 2009 – 2012             |
| жовтень 1987                 | 1       | OVA    | The Super Dimension Fortress Macross: Flash Back 2012 | Епілог фільма 1984 року                                                            | 2012                    |
| травень 1992 - листопад 1992 | 6       | OVA    | Super Dimensional Fortress Macross II: Lovers Again   | Продовження до першої частини, створено без Studio Nue.                            | 2092 «паралельний» світ |
| серпень 1994 - червень 1995  | 4       | OVA    | Макросс Плюс                                          | Продовження Macross II 1994го року, створена Studio Nue. Побічна історія           | 2040                    |
| жовтень 1994 - вересень 1995 | 49      | Серіал | Macross 7                                             | Продовження Макросс Плюс, деякі персонажі такі ж як були побічні у першому серіалі | 2045 - 2046             |
| жовтень 1994 - травень 2001  | 8 томів | Манга  | Macross 7: Trash                                      | Манга, побічна історія.                                                            | 2046                    |
| вересень 1995                | —       | Фільм  | Макросс Плюс Фільм                                    | Альтернативна версія Макросс Плюс, з додатковими сценами                           | 2040                    |
| вересень 1995                | —       | Фільм  | Macross 7 The Movie: The Galaxy Is Calling Me!        |                                                                                    | 2046                    |
| грудень 1995                 | 3       | OVA    | Macross 7: Encore                                     | Продовження подій Macross 7 1994-го року                                           | 2046                    |
| грудень 1997 -серпень 1998   | 4       | OVA    | Macross Dynamite 7                                    | Продовження подій Macross 7 1994-го року                                           | 2047                    |
| грудень 2002 -жовтень 2004   | 5       | OVA    | Macross Zero                                          | Пред історія до подій першого серіалу                                              | 2008                    |
| грудень 2007                 | —       | Манґа  | Macross Frontier Manga                                | Продовження подій після Macross 7                                                  | 2059                    |
| квітень 2008 -вересень 2008  | 25      | Серіал | Macross Frontier                                      | Продовження подій після Macross 7                                                  | 2059                    |
| 21 листопада 2009            | —       | Фільм  | Macross Frontier The Movie: The False Songstress      | Адаптація серіалу 2008го року. З додатковими сценами                               | 2059                    |
| 26 лютого 2011               | —       | Фільм  | Macross Frontier Movie: The Wings of Goodbye          | Продовження подій фільму 2009го року                                               | 2059                    |
| 20 жовтень 2012              | —       | Фільм  | Macross FB 7: Ore no Uta o Kike!                      | Адаптація Macross 7 з перспективи персонажів Macross Frontier                      | 2059                    |
| квітень 2016 - вересень 2016 | 26      | Серіал | Macross Delta                                         | Продовження Macross Frontier                                                       | 2067                    |
| 9 лютого 2018                | —       | Фільм  | Macross Delta the Movie: Passionate Walküre           | Компіляція серіалу Macross Delta, з змінами                                        | 2067                    |
| 8 серпня 2021                | —       | Фільм  | Macross Delta the Movie: Absolute Live!!!!!!          | Продовження фільму Macross Delta: Passionate Walküre                               | 2067                    |

## Вплив

### Віртуальні айдоли
Вигадана співачка Лінн Мінмей (Озвучена Марі Іідзіма) стала першим віртуальним ідолом, яка здобула великий успіх у реальному світі з піснею «Do You Remember Love?» (з фільму Macross: Do You Remember Love?), досягши сьомого місця в музичних чартах Oricon в Японії . 
Пізніше у франшизі, в аніме Макросс Плюс, це було взято в основу сюжету, там створили віртуального ідола Шерон Епл, комп’ютерна програма зі штучним інтелектом (ШІ), яка була міжгалактичною поп-зіркою, 
У Macross 7 був гурт Fire Bomber який здобув комерційний успіх у реальному світі, в Японії було випущено декілька компакт-дисків.
Макросс встановив шаблон для пізніших віртуальних ідолів на початку 21-го століття, таких як Хацуне Міку та Кізуна ШІ. 

## Юридичні складнощі
Harmony Gold придбала міжнародні права на розповсюдження серіалу Macross і з 1999 по 2003 рік подала заявку на торговельні марки щодо розповсюдження товарів Macross і засобів масової інформації за межами Японії . Права Harmony Gold на міжнародне розповсюдження є предметом суперечок, оскільки вони купили права в японської компанії Tatsunoko Productions, яка згідно з рішенням суду проти компаній Studio Nue та Big West мала лише права на міжнародне розповсюдження The Super Dimension Fortress Macross і жодних правових претензій до решти франшизи . Harmony Gold стверджує, що справа не стосується їх, оскільки це відбувалось в Японії, і не стосується прав на міжнародне розповсюдження . Harmony Gold продовжує підтверджувати свою претензію на міжнародне розповсюдження через листи про припинення та відмову , в результаті чого пізніші серії Macross не розповсюджуються за межами Японії .
1 березня 2021 року Big West, Studio Nue та Harmony Gold домовилися співпрацювати та розповсюджувати майно Macross за межами Японії разом із Robotech. У підписаній угоді також згадується, що Big West дозволить Harmony Gold випустити їхній майбутній фільм Robotech в Японії.